# Mistrovství světa v judu 1958
Mistrovství světa v judu 1958 se konalo 30. listopadu 1958 v Tokiu.

## Medaile
| Kategorie         | Zlato      | Stříbro       | Bronz             |
| ----------------- | ---------- | ------------- | ----------------- |
| Všechny kategorie | Kodži Sone | Akio Kaminaga | Kimijoši Jamašiki |